# Lampropeltis triangulum campbelli
Lampropeltis triangulum campbelli, comunemente conosciuto come serpente del latte di Puebla, è un serpente appartenente alla famiglia dei Colubridi, diffuso in parte del Messico.

## Etimologia
Il nome del genere, "Lampropeltis" viene dal Greco antico lamprós (λαμπρος), brillante e peltas (πελτας), scudo. Il nome della specie, "triangulum" viene dal latino e vuol dire triangolo, in riferimento ai suoi tre colori. Il nome della sottospecie, "campbelli" è la latinizzazione del cognome dell'erpetologo americano Jonathan A. Campbell.

## Descrizione
Il colore base della livrea di questo ofide è il rosso, sul quale si alternano anelli o bande nere e bianche (o gialle). La sua livrea ricorda quella dei serpenti del genere Micrurus (mimetismo batesiano) in modo da aiutarlo a proteggersi dai predatori. Un esemplare adulto può raggiungere i 120 cm.

### Alimentazione
In natura questo serpente, essendo ofiofago, si nutre non solo di piccoli mammiferi, ma anche di altri serpenti.

### Riproduzione
L. t. campbelli bruma per un periodo di 3-4 mesi, da novembre fino all'inizio di marzo. Con la primavera, infatti, le femmine ovulano e producono dei feromoni che eccitano i maschi. Le femmine depongono dalle due alle quindici uova, le quali si schiudono dopo un periodo di 50-60 giorni.

## Distribuzione e habitat
L. t. campbelli è distribuito in gran parte del Messico. È molto diffuso in cattività, in quanto semplice da stabulare e riprodurre in terrario.